# 標津湿原

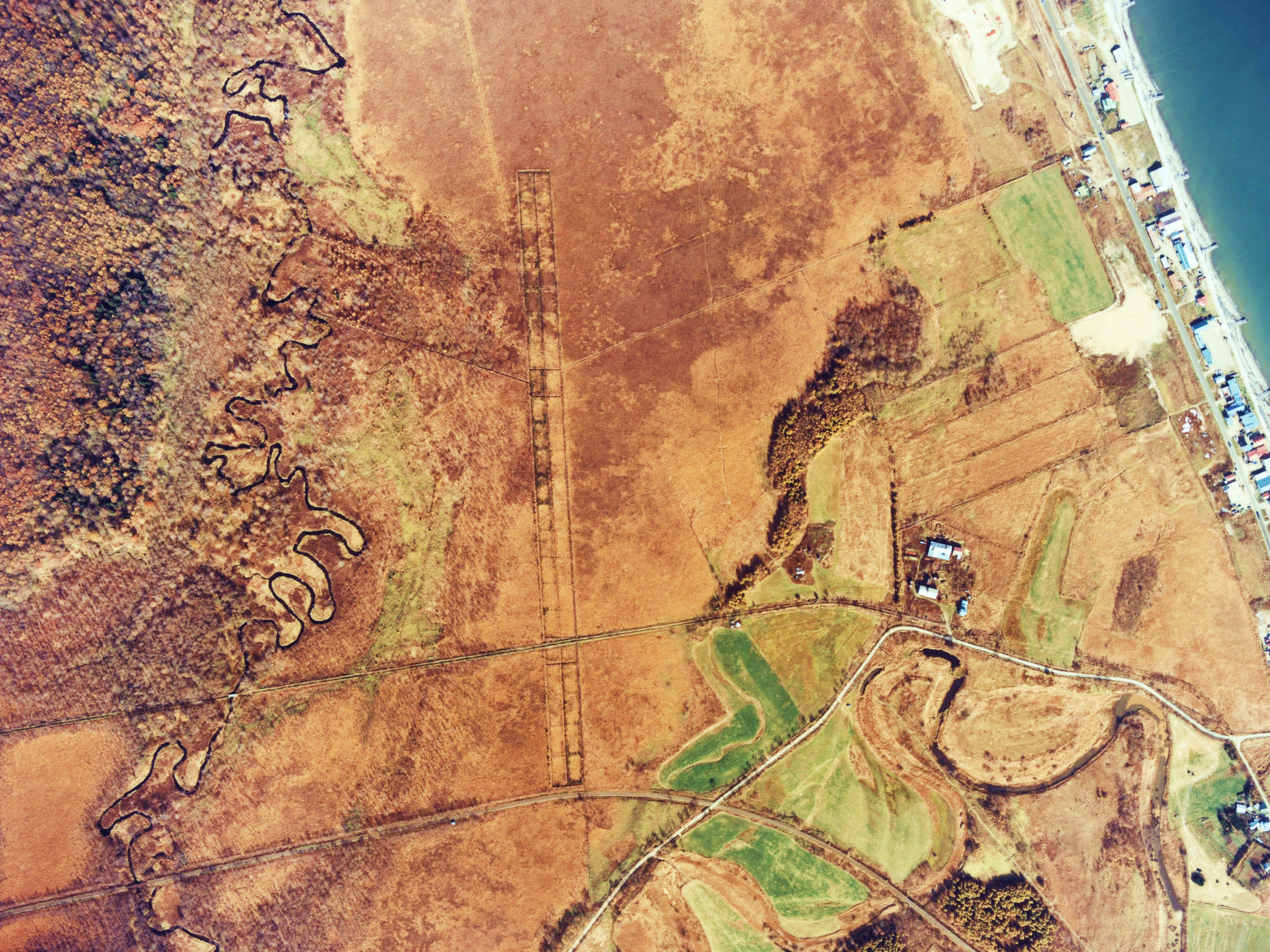
標津湿原付近の空中写真（1978年撮影）
画像左手の下方から上方（南北）へ蛇行しながら流れるポー川沿いが標津湿原である。画像下方の線路は、現在では廃線となっている標津線である。

標津湿原（しべつしつげん、Shibetsu Marsh）は、北海道東部の根室振興局管内標津郡標津町にある湿原。1979年（昭和54年）8月7日に80ヘクタールが国の天然記念物（天然保護区域）に指定された。1996年（平成8年）及び2004年（平成16年）には追加指定が行われて指定範囲が拡大され、現在の指定面積は212ヘクタールとなっている。また、2001年（平成13年）12月に環境省によって選定された日本の重要湿地500にも選定されている。

## 概要
北海道東部、知床半島南側の付け根、根室海峡に面した標津町を流れるポー川の河口近くにある湿原で、役場のある町の中心部より、北へわずか3キロほどの場所に位置している。湿原の一帯はポー川下流域の自然蛇行をくりかえす標高5メートル未満の低地にあり、湿原全体の広さは約371ヘクタール、このうち天然記念物（天然保護区域）に指定されているのは212ヘクタールであるが、これは日本の天然記念物のうち「天然保護区域」として指定されたものの中で最小面積である。標津湿原の中心部付近は高層湿原である。
ポー川左岸の丘陵一帯には、縄文時代の竪穴建物跡からなる集落遺跡である国の史跡、標津遺跡群（伊茶仁カリカリウス遺跡）があり、当湿原と併せて標津町により、「ポー川史跡自然公園」として管理・公開されている。

## ミズゴケの丘塊
標津湿原を特徴付ける植生として、ミズゴケによる丘塊（ブルト）、が挙げられる。通常の湿原で見られるミズゴケの群生形態と異なり、高さ30-50cm、直径3-5メートルのテーブル状の塊（ブルト）をつくり繁茂しており、その上をクロミノウグイスカグラ、イソツツジ、ガンコウラン、ヒメシャクナゲ、ツルコケモモなどの寒冷地・高山植物が覆い、さらに千島列島や樺太などが分布の中心となるチシマウスバスミレやエゾゴゼンタチバナなども自生しているなど、標津湿原は亜寒帯に近い環境で形成された湿原として貴重なものである。